# Besleria
Besleria är ett släkte av tvåhjärtbladiga växter. Besleria ingår i familjen Gesneriaceae.

## Bildgalleri

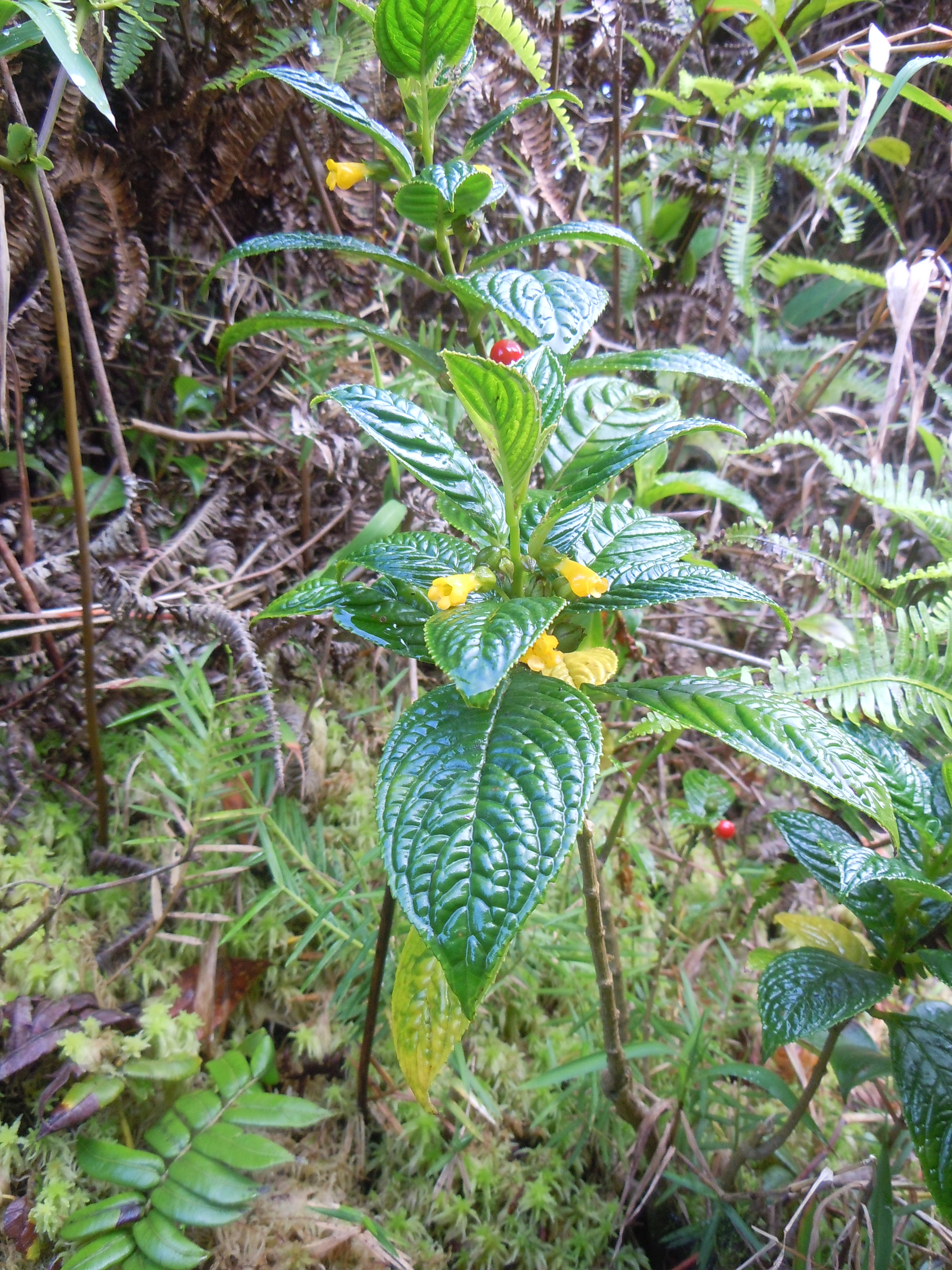
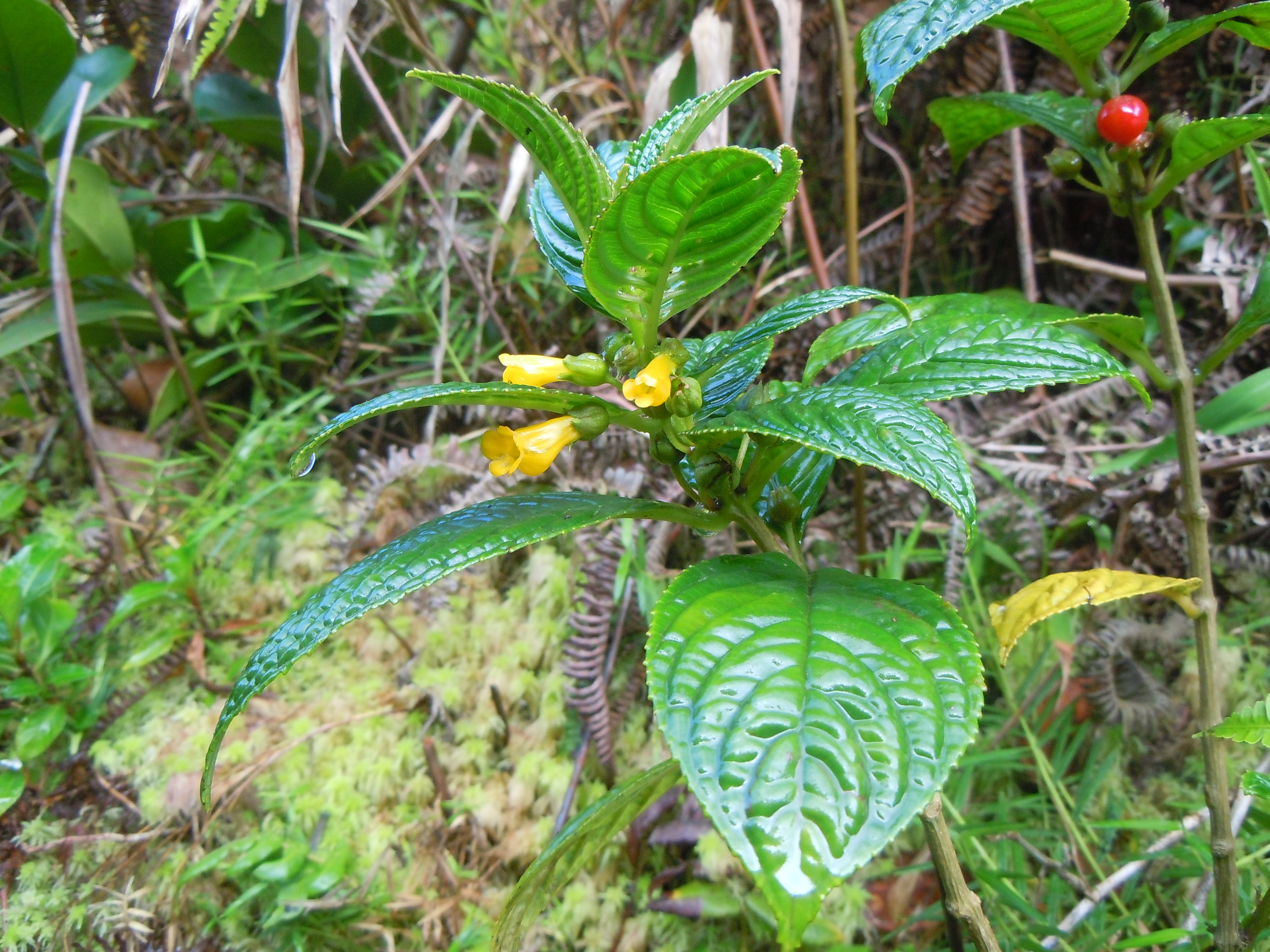
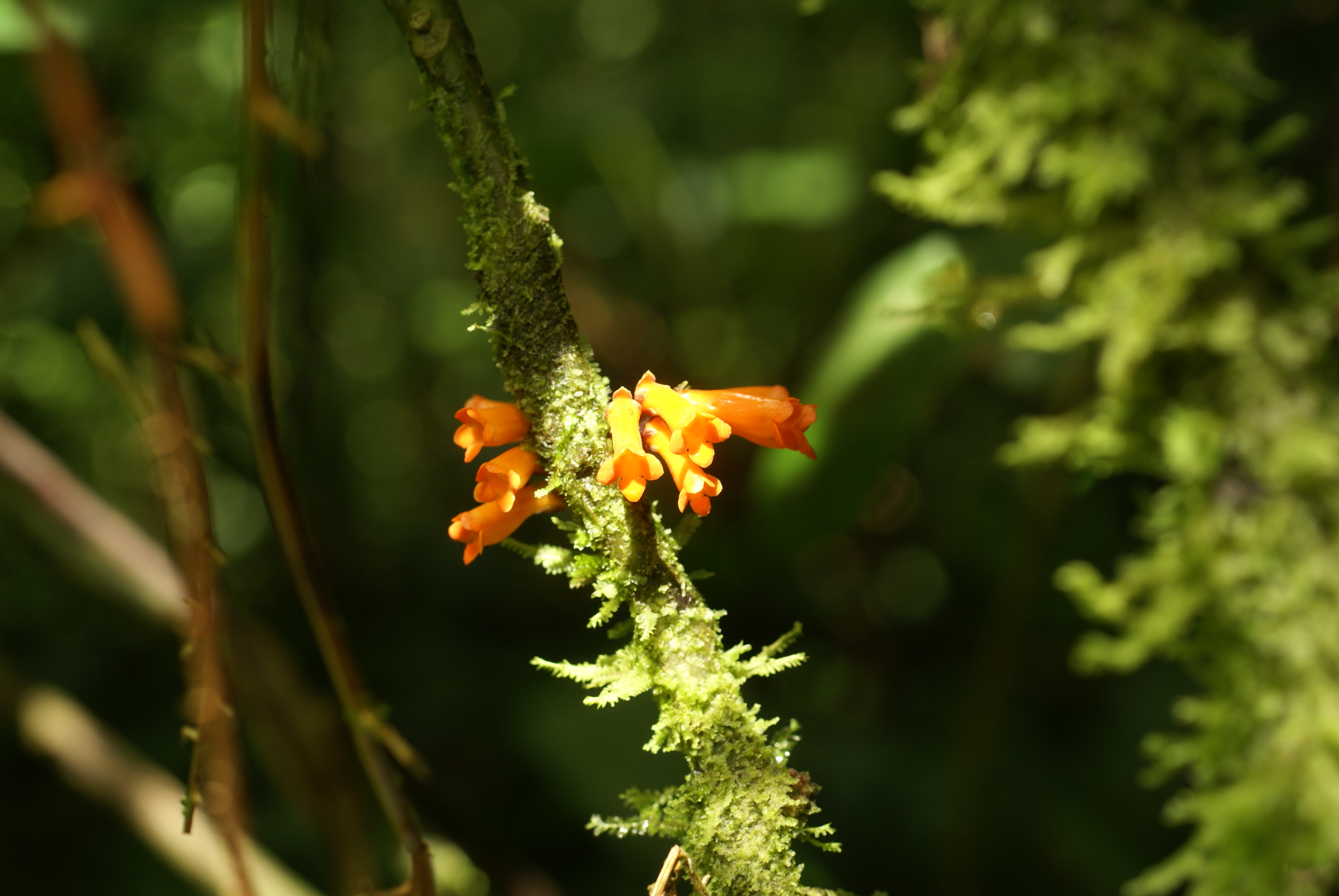
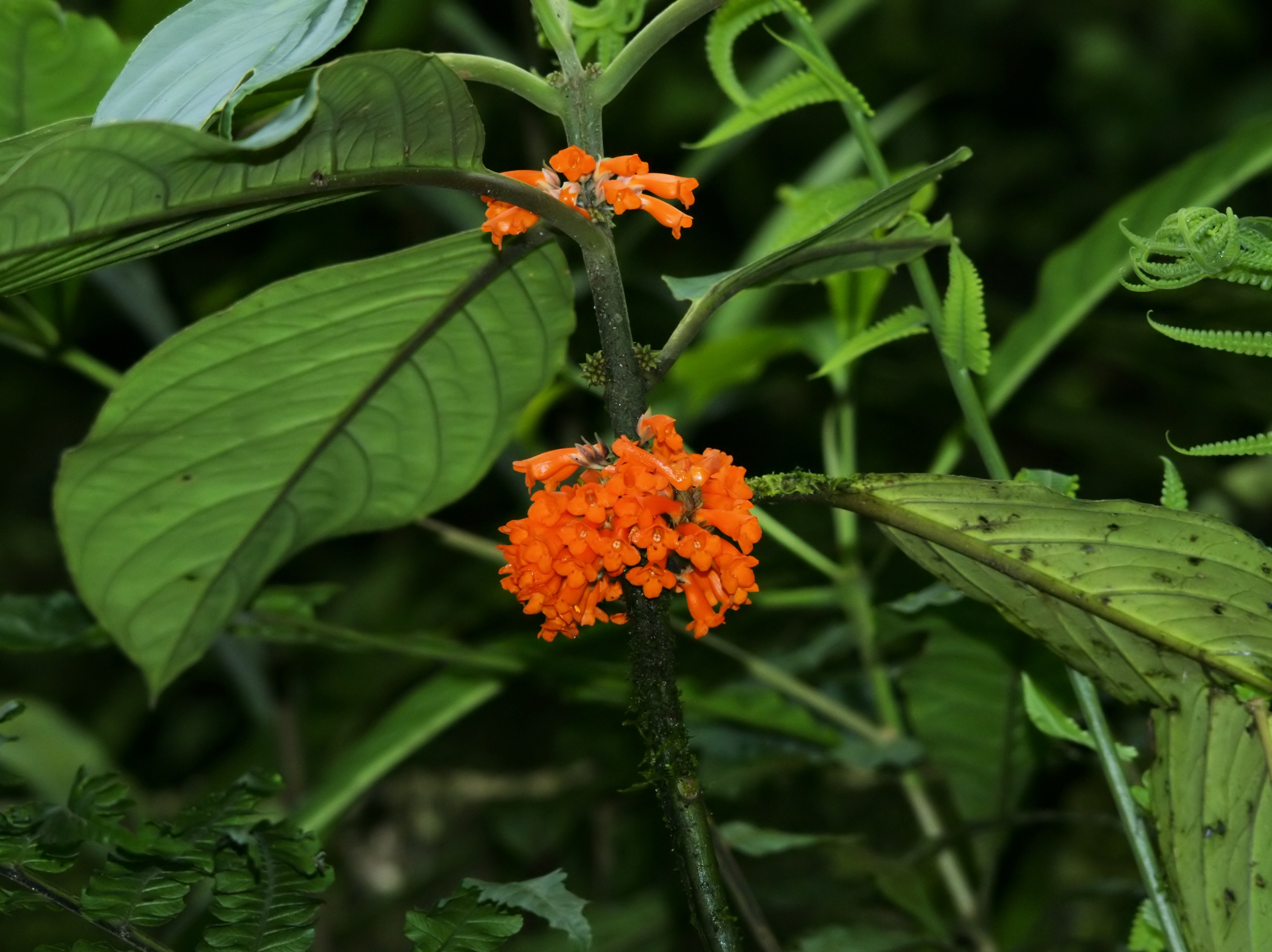
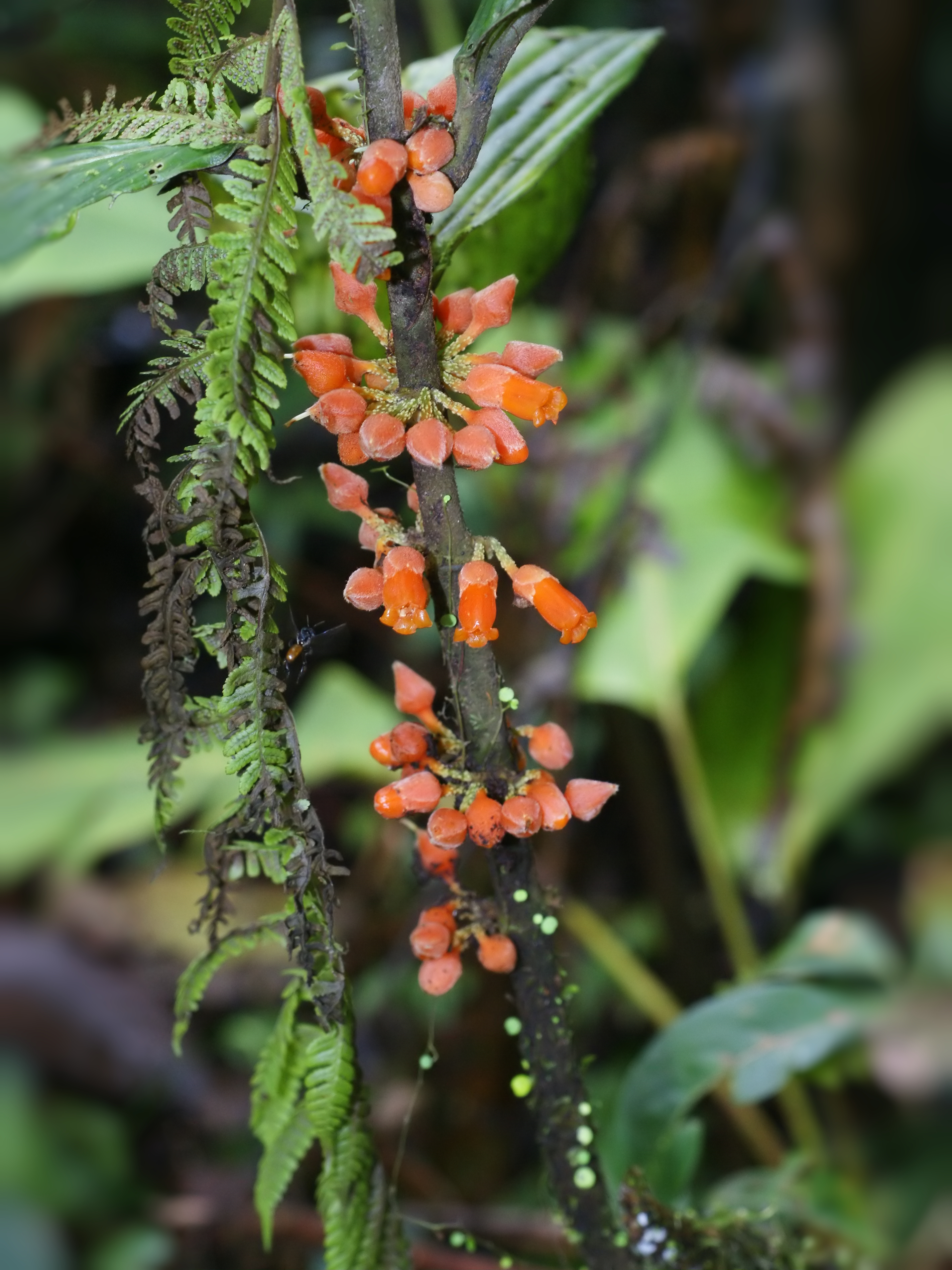
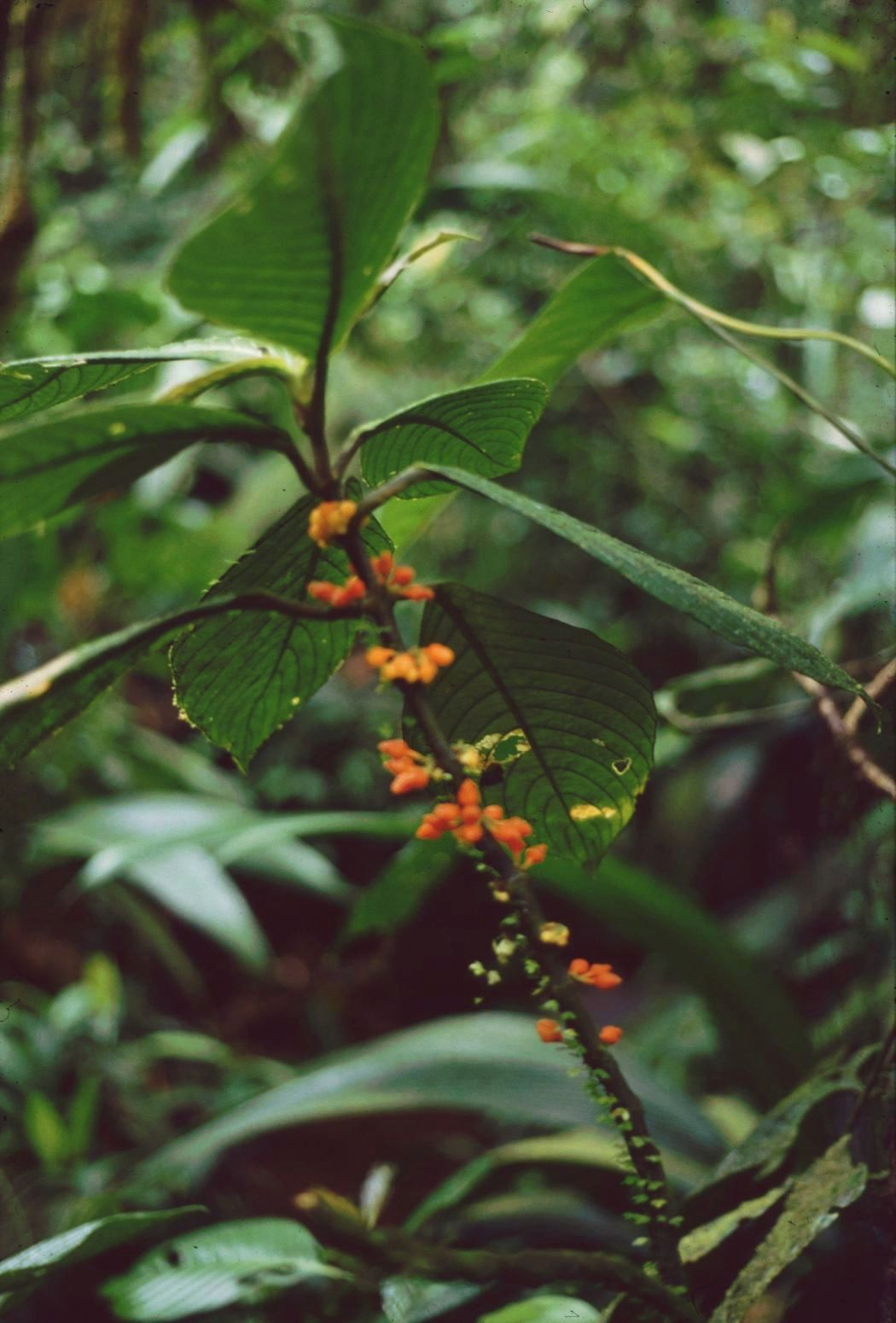

## Dottertaxa tillBesleria, i alfabetisk ordning[1]
- Besleria affinis
- Besleria aggregata
- Besleria angusta
- Besleria angustiflora
- Besleria arborescens
- Besleria arbusta
- Besleria ardens
- Besleria aristeguitae
- Besleria attenuata
- Besleria barbata
- Besleria barbensis
- Besleria barclayi
- Besleria beltranii
- Besleria boliviana
- Besleria calantha
- Besleria calycina
- Besleria capitata
- Besleria cinnabarina
- Besleria citrina
- Besleria clivorum
- Besleria cognata
- Besleria columneoides
- Besleria comosa
- Besleria compta
- Besleria concinna
- Besleria concolor
- Besleria conformis
- Besleria connata
- Besleria conspecta
- Besleria crassa
- Besleria cyrtanthemum
- Besleria decipiens
- Besleria deflexa
- Besleria delvillari
- Besleria disgrega
- Besleria divaricata
- Besleria duarteana
- Besleria elegans
- Besleria elongata
- Besleria emendata
- Besleria eriocalyx
- Besleria fallax
- Besleria fasciculata
- Besleria fecunda
- Besleria ferreyrae
- Besleria filipes
- Besleria flava
- Besleria flavo-virens
- Besleria floribunda
- Besleria florida
- Besleria fluminensis
- Besleria formicaria
- Besleria formosa
- Besleria furva
- Besleria gibbosa
- Besleria glabra
- Besleria gracilenta
- Besleria grandifolia
- Besleria heterosepala
- Besleria hirsuta
- Besleria hirsutissima
- Besleria hutchisonii
- Besleria illustris
- Besleria imberbis
- Besleria immitis
- Besleria impressa
- Besleria inaequalis
- Besleria insolita
- Besleria kalbreyeri
- Besleria labiosa
- Besleria laeta
- Besleria lanceolata
- Besleria lasiantha
- Besleria laxiflora
- Besleria lehmannii
- Besleria leucocarpa
- Besleria leucostoma
- Besleria longimucronata
- Besleria longipedunculata
- Besleria longipes
- Besleria lucida
- Besleria lutea
- Besleria macahensis
- Besleria macrocalyx
- Besleria macropoda
- Besleria melancholica
- Besleria membranacea
- Besleria meridionalis
- Besleria microphylla
- Besleria miniata
- Besleria mirifica
- Besleria modica
- Besleria montana
- Besleria moorei
- Besleria mortoniana
- Besleria mucronata
- Besleria neblinae
- Besleria nemorosa
- Besleria nitens
- Besleria notabilis
- Besleria nubigena
- Besleria obliqua
- Besleria obtusa
- Besleria ornata
- Besleria ovalifolia
- Besleria ovoidea
- Besleria oxyphylla
- Besleria pallidiflora
- Besleria parviflora
- Besleria patrisii
- Besleria pauciflora
- Besleria pendula
- Besleria penduliflora
- Besleria pennellii
- Besleria peruviana
- Besleria petiolaris
- Besleria placita
- Besleria princeps
- Besleria quadrangulata
- Besleria racemosa
- Besleria rara
- Besleria reticulata
- Besleria rhytidophyllum
- Besleria riparia
- Besleria robusta
- Besleria rosea
- Besleria rotundifolia
- Besleria salicifolia
- Besleria saxicola
- Besleria seitzii
- Besleria selloana
- Besleria sieberiana
- Besleria solanoides
- Besleria spinulosa
- Besleria spissa
- Besleria sprucei
- Besleria standleyi
- Besleria steyermarkiorum
- Besleria strigillosa
- Besleria subcarnosa
- Besleria symphytum
- Besleria tambensis
- Besleria tetrangularis
- Besleria trichiata
- Besleria trichostegia
- Besleria triflora
- Besleria tuberculata
- Besleria umbrosa
- Besleria vargasii
- Besleria variabilis
- Besleria ventricosa
- Besleria vestita
- Besleria villosa
- Besleria yaracuyensis
- Besleria yatuana